# Acantholimon gadukense
Acantholimon gadukense är en triftväxtart som beskrevs av Mobayen. Acantholimon gadukense ingår i släktet Acantholimon och familjen triftväxter. Inga underarter finns listade i Catalogue of Life.